# Joachim Utech
Joachim Utech (* 15. Mai 1889 in Belgard in Hinterpommern; † 30. März 1960 in Marburg; vollständiger Name Joachim Christoph Ludwig Utech) war ein deutscher Bildhauer und Kunsterzieher.

## Leben

Joachim Utech, 1957, Ostseebad Dahme

Joachim Utech wurde am 15. Mai 1889 im elterlichen Haus am Rande der pommerschen Kreisstadt Belgard geboren. Nach dem Abitur am dortigen Gymnasium im Jahre 1907 ging er nach Berlin und studierte ab 1908 an der Berliner Kunstakademie in der Klasse von Woldemar Friedrich. Anschließend besuchte Utech von 1911 bis 1913 die Staatliche Kunstschule in Berlin (bei Walter Hauschild und Prof. Frank), die er mit der bestandenen Staatsprüfung als Kunsterzieher und Werklehrer verließ. 1913 wechselte er an die Kunstakademie in Leipzig und belegte gleichzeitig Kurse an der Universität und an der Handelshochschule.
Seine Studien wurden 1914 durch den Ersten Weltkrieg unterbrochen. Während des Krieges war er Soldat und wurde 1918 schwer verwundet. Von 1919 bis 1921 lebte er als freischaffender Künstler in Leipzig. Das Adressbuch verzeichnete ihn 1921 als Bildhauer und Maler in der Christianstraße 19. Danach war er von 1921 bis 1925 Zeichenlehrer an einem Lyzeum in Insterburg. Anschließend arbeitete er bis 1945 als Studienrat in Belgard.
In der Zeit des Nationalsozialismus war Utech Mitglied der Reichskammer der bildenden Künste. 1945 floh er vor der sich nähernden Roten Armee über Eyendorf nach Lüneburg, wo er ab 1946 bis 1952 zunächst am Johanneum und dann an der Wilhelm-Raabe-Schule unterrichtete. 1952 zog er aus gesundheitlichen Gründen nach Daxweiler im Hunsrück um. 1955 ließ er sich in Marburg nieder. Dort starb er am 30. März 1960.
Utech unternahm Studienreisen nach Skandinavien, Österreich, Ungarn, Litauen, Rumänien und Italien.

## Plastiken
Utech schuf zahlreiche Plastiken in Holz und Stein, u. a. in Granit, Diabas und Marmor. Bei der Flucht aus Hinterpommern musste er 1945 sein gesamtes bis dahin geschaffenes künstlerisches Werk zurücklassen, darunter u. a. Braut (1934), Mädchenkopf (1936) und das Marmorrelief Johann Sebastian Bachs in der Hochschule für Lehrerbildung Lauenburg. Von den ca. 250 in seinem Belgarder Haus gebliebenen Plastiken erhielt er am 4. April 1957 lediglich 69 vom Polnischen Staat zurück.
Nach dem Krieg entstanden bis zu seinem Tod noch weitere 436 Skulpturen, die Utech in einem Katalog der Skulpturen mit Namen, Kurzbeschreibungen und Bleistiftskizzen chronologisch zusammengestellt hat.
Der künstlerische Nachlass umfasst derzeit noch rund 200 Plastiken, 48 davon sind privat bei ihrem Eigentümer Jan-Hendrik Hommel (Ur-Enkel von Joachim Utech) aufgestellt. Die Übrigen befinden sich als Dauerleihgaben im Pommerschen Landesmuseum in Greifswald und im Lippischen Landesmuseum in Detmold.
Das Lippische Landesmuseum hat 1998 von der Ostdeutschen Galerie in Regensburg folgende 38 Arbeiten übernommen:
| Name                         | Jahr | Material  | Höhe   |
| ---------------------------- | ---- | --------- | ------ |
| Salome                       | 1932 | Nussbaum  | 132 cm |
| Katze                        | 1946 | Eiche     | 045 cm |
| Bernhard Shaw Maske          | 1946 | Eiche     | 043 cm |
| Luzifer                      | 1946 | Eiche     | 040 cm |
| Jüngling                     | 1947 | Granit    | 029 cm |
| Elegie                       | 1947 | Linde     | 041 cm |
| Mutter und Kind              | 1948 | Linde     | 081 cm |
| Mütterlich                   | 1948 | Eiche     | 047 cm |
| Franz von Assisi             | 1948 | Linde     | 080 cm |
| Kwannon                      | 1948 | Granit    | 035 cm |
| Leda                         | 1949 | Eiche     | 090 cm |
| Ganymed                      | 1949 | Eiche     | 074 cm |
| Greif                        | 1949 | Linde     | 077 cm |
| Flüchtlinge                  | 1949 | Eiche     | 065 cm |
| Gefräßig                     | 1949 | Eiche     | 051 cm |
| Schützling                   | 1949 | Linde     | 081 cm |
| Angst unserer Zeit           | 1950 | Eiche     | 083 cm |
| Hockendes                    | 1950 | Linde     | 047 cm |
| Schwarze Maske               | 1950 | Linde     | 035 cm |
| Granitmaske                  | 1951 | Findling  | 025 cm |
| Fische                       | 1951 | Kalkstein | 024 cm |
| Seejungfrau                  | 1951 | Linde     | 062 cm |
| Polare Formen                | 1951 | Linde     | 042 cm |
| Stehende                     | 1951 | Linde     | 060 cm |
| Ballspiel                    | 1951 | Linde     | 060 cm |
| Vogelkopf                    | 1952 | Marmor    | 025 cm |
| Diabaskopf mit Zopf          | 1955 | Diabas    | 034 cm |
| Tiermaske                    | 1956 | Marmor    | 031 cm |
| Gefährlich                   | 1956 | Diabas    | 072 cm |
| Pfingstsymbol                | 1957 | Marmor    | 044 cm |
| Prophet                      | 1957 | Diabas    | 064 cm |
| Mädchen mit Haube            | 1958 | Marmor    | 028 cm |
| Busen / Fruchtbarkeitssymbol | 1958 | Marmor    | 020 cm |
| Kontrapunkt                  | 1958 | Marmor    | 029 cm |
| Formenklang / Zwilling       | 1958 | Marmor    | 035 cm |
| Im Rachen                    | 1958 | Marmor    | 038 cm |
| Dynamik                      | 1958 | Marmor    | 028 cm |

## Ausstellungen
Die Angaben wurden anhand von Ausstellungskatalogen, Zeitungsartikeln und Aufzeichnungen aus dem Nachlass von Joachim Utech zusammengestellt.
| Jahr    | Ausstellung | Ort                                                                                                  |
| ------- | --- | --- |
| 1920    | Kunstverein Königsberg zeigt Holzskulpturen | Königsberg                                                                                           |
| 1924    | Beteiligung an der Großen Kunstausstellung | Berlin                                                                                               |
| 1928    | Kunstblatt-Ausstellung Junger Künstler | Berlin                                                                                               |
| 1930    | Kunstblatt-Ausstellung Junger Künstler | Berlin                                                                                               |
| 1932    | 'Das Neue Pommern' | Belgard                                                                                              |
| 1932/33 | 'Bocklet, Dräger-Mühlenpfordt und Utech' Galerie Ferdinand Möller | Berlin                                                                                               |
| 1934    | Beteiligung an der ersten NS-Kulturgemeinde 'Die Auslese' | Berlin                                                                                               |
| 1936    | Biennale in Venedig als Gast der Künstlervereinigung 'Der Norden' | Venedig                                                                                              |
| 1936    | Württembergischer Kunstverein | Stuttgart                                                                                            |
| 1936    | 'Januarausstellung' des Folkwang Museums | Essen                                                                                                |
| 1936    | Städtische Galerie | Nürnberg                                                                                             |
| 1936    | Staatliche Galerie | Dessau                                                                                               |
| 1936    | Haus der Kunst | Berlin                                                                                               |
| 1937    | 'Ostdeutsche Kunstausstellung' Städtisches Museum | Köslin                                                                                               |
| 1937    | Kunsthalle | Bremen                                                                                               |
| 1937    | 'Junge deutsche Bildhauer' Städtische Kunsthalle | Mannheim                                                                                             |
| 1937    | 'Deutsche Bildhauer der Gegenwart' Kunstverein | Frankfurt                                                                                            |
| 1938    | Beteiligung an der deutsch-französischen Ausstellung | Baden-Baden                                                                                          |
| 1939    | 'Das Werk des Bildhauers Joachim Utech und seines Urgroßvaters Bogislav Utech' Ausstellung anlässlich des 50. Geburtstages Joachim Utechs und des 125-jährigen Bestehens der Belgarder Baufirma Utech | Kolberg                                                                                              |
| 1940    | 'Deutsche Bildhauer der Gegenwart' Kunstverein | Hamburg                                                                                              |
| 1941    | 32. Ausstellung des Pommerschen Künstlerbundes e.V. anlässlich seines 25-jährigen Bestehens | Stettin                                                                                              |
| 1943    | Beteiligung an einer deutschen Buchausstellung | Amsterdam, Rotterdam und Den Haag                                                                    |
| 1944    | Beteiligung an einer Ausstellung des Reichsarbeitsdienstes | Prag                                                                                                 |
| 1945    | Galerie Brach | Hamburg                                                                                              |
| 1946    | 'Cowern und Utech' Galerie Kurt Lemburg | Lüneburg                                                                                             |
| 1946    | Buchhandlung des Rauhen Hauses | Hamburg                                                                                              |
| 1947    | 'Ausstellung der Kunsterzieher' Privatausstellung im Johanneum | Lüneburg                                                                                             |
| 1947    | 'Brix und Utech' Galerie Kurt Lemburg | Lüneburg                                                                                             |
| 1948    | 'Niedersächsische Künstler' Kunstverein | Hannover                                                                                             |
| 1948    | Galerie Kurt Lemburg | Lüneburg                                                                                             |
| 1949    | 'Deutsche Malerei und Plastik der Gegenwart' | Köln                                                                                                 |
| 1951    | Bundesgartenschau | Hannover                                                                                             |
| 1951    | Ausstellung anlässlich des 75-jährigen Bestehens der Staatlichen Wilhelm-Raabe-Schule | Lüneburg                                                                                             |
| 1952    | 'Ribitzki und Utech' Kunstkabinett Hanna Bekker vom Rath | Frankfurt                                                                                            |
| 1952    | Nordostdeutsche Künstler-Einung | Darmstadt                                                                                            |
| 1952    | 'Weihnachtsverkaufsausstellung' Arbeitsgemeinschaft Pfälzer Künstler am Mittelrhein | Mainz                                                                                                |
| 1953    | 'Müller und Utech' Pfälzische Landesgewerbeanstalt | Kaiserslautern                                                                                       |
| 1953    | 'Kunst am Rhein' Museum Wiesbaden Kunstverein | Ludwigshafen                                                                                         |
| 1953    | '42. Herbstausstellung' Kunstverein | Hannover                                                                                             |
| 1953    | 'Künstler aus Pommern' Hans-Lange-Bund für Pommern | Hamburg                                                                                              |
| 1953    | 'Wanderausstellung' Nordostdeutsche Künstler-Einung Landesteil Schleswig | Schleswig, u. a.                                                                                     |
| 1953    | 'Kunst des deutschen Ostens aus 7 Jahrhunderten' | Frankfurt                                                                                            |
| 1954    | 'Ehmsen und Utech' Nassauischer Kunstverein | Wiesbaden                                                                                            |
| 1954    | '116. Frühjahrsausstellung' Kunstverein | Hannover                                                                                             |
| 1954    | 'Künstler aus Pommern' Hans-Lange-Bund für Pommern | Braunschweig                                                                                         |
| 1954    | 'Kunst des deutschen Ostens aus 7 Jahrhunderten' | Frankfurt                                                                                            |
| 1954/55 | 'Zeitgenössische Kunst des deutschen Ostens – Wanderausstellung' Künstlergilde | Esslingen, Reutlingen, Baden-Baden, München, Nürnberg, Berlin, Bremerhaven, Aachen, Trier, Esslingen |
| 1955    | 'Deutsche Bildhauer' Städtisches Museum | Wuppertal                                                                                            |
| 1955    | 'Acht, Krell und Utech' Märkisches Museum | Witten                                                                                               |
| 1955    | 'Ausstellung anlässlich des Pfingsttreffens der Pommerschen Landsmannschaft | Essen                                                                                                |
| 1955    | 'Herkenrath, Ronig und Utech' Galerie Ferdinand Möller | Köln                                                                                                 |
| 1955    | 'Eigenbesitz und Utech' Karl-Ernst-Osthaus Museum | Hagen                                                                                                |
| 1955/56 | Galerie Großhenning | Düsseldorf                                                                                           |
| 1956    | '117. Frühjahrsausstellung' Kunstverein | Hannover                                                                                             |
| 1956/57 | 'Ostdeutsche Künstler im 20. Jahrhundert – Wanderausstellung' Künstlergilde | Esslingen, Darmstadt, Braunschweig, Fulda, Stuttgart, Bamberg                                        |
| 1957    | 'Herbstausstellung' Kunstverein | Hannover, Bremen                                                                                     |
| 1957    | 'Frank und Utech' Kunstverein | Kassel                                                                                               |
| 1957    | Nordostdeutsche Künstler-Einung | Münster                                                                                              |
| 1957    | Kunstkabinett Hanna Bekker vom Rath | Frankfurt                                                                                            |
| 1957    | '4. Biennale voor Beeldhouwkunst' | Antwerpen                                                                                            |
| 1957/58 | 'Skulpturen von Utech, die er aus Polen zurückerhalten hat' | Schloß Marburg                                                                                       |
| 1958    | 'Kaatz, Kügler, Lemcke und Utech' Ausstellung der Nordostdeutschen Künstler-Einung | Marburg, Berlin                                                                                      |
| 1958    | 'Herbstausstellung niedersächsischer Künstler' Kunstverein | Hannover                                                                                             |
| 1958    | Ausstellung anlässlich des Pfingsttreffens der Pommerschen Landsmannschaft | Kassel                                                                                               |
| 1958/59 | Wanderausstellung der Künstlergilde e.V. durch Südamerika; Künstlerische Botschaft aus Deutschland (Beginn in Santiago de Chile)                                                                      | Esslingen                                                                                            |
| 1959    | 'Wellershaus und Utech' Kunst- und Museumsverein | Wuppertal                                                                                            |
| 1959    | 'Herbstausstellung niedersächsischer Künstler' Kunstverein | Hannover                                                                                             |
| 1959    | 'Joachim Utech – Steinbildwerke und Fotografien von Plastiken' | Nürnberg                                                                                             |
| 1960    | 'Deutsche Künstler aus dem Osten' Wanderausstellung der Künstlergilde e.V. Esslingen | Wiesbaden, Düsseldorf                                                                                |

Die Angaben wurden anhand von Ausstellungskatalogen und eigenen Aufzeichnungen von Hendrik Hommel zusammengestellt.
| Jahr | Ausstellung                                                                                      | Veranstalter                          | Ort                | von – bis         |
| ---- | ------------------------------------------------------------------------------------------------ | ------------------------------------- | ------------------ | ----------------- |
| 1971 | Meidner und Utech                                                                                | Ostdeutsche Galerie                   | Regensburg         | 24.03–09.05.      |
| 1979 | Kostbarkeiten aus der Ostdeutschen Galerie Regensburg                                            | Wissenschaftszentrum                  | Bonn-Bad Godesberg | 25.10.–02.12.     |
| 1985 | Utech-Ausstellung (zusammengestellt von ehemaligen Schülern/-innen aus Belgard)                  | Haus der Kreisverwaltung              | Celle              | September         |
| 1989 | Joachim Utech (1889–1960) – Retrospektive zum 100. Geburtstag                                    | Lippisches Landesmuseum               | Detmold            | 07.05.–30.07.     |
| 1989 | Joachim Utech (1889–1960) – Arbeiten aus Stein                                                   | Galerie Frye&Sohn                     | Münster-Wolbeck    | 23.09.–05.11.     |
| 1989 | Joachim Utech (1889–1960) – Retrospektive zum 100. Geburtstag                                    | Künstlergilde e.V.                    | Esslingen          | 13.11.–04.12.     |
| 1990 | Joachim Utech (1889–1960) – Retrospektive zum 100. Geburtstag                                    | Stiftung Pommern                      | Kiel               | 15.02.–16.04.     |
| 1990 | Joachim Utech (1889–1960), Skulpturen, Retrospektive zum 100. Geburtstag                         | Sparkassen-Galerie                    | Lüneburg           | 04.09.–27.09.     |
| 1999 | Joachim Utech (1889–1960), Der Bildhauer und seine Werke                                         | Muzeum Okręgowe                       | Białogard          | 01.07.–15.09.     |
| 2004 | …sich dem Stein stellen. Steinbildhauer des 20. Jahrhunderts                                     | Gerhard-Marcks-Haus                   | Bremen             | 23.05.–15.08.     |
| 2008 | Der Kopf in der Kunst – Kleinplastik der Moderne                                                 | Stadtmuseum Brakel                    | Brakel             | 14.10.–30.11.     |
| 2009 | Aus dem Lebenswerk des pommerschen Künstlers Joachim Utech                                       | Museumshof Winsen                     | Winsen (Aller)     | 29.08.–27.09.     |
| 2011 | Bildende Künste. Kunstsammlungen des Nationalmuseums Stettin                                     | Nationalmuseum                        | Stettin            | 14.05.–11.12.     |
| 2012 | Figura, Kunst der ersten Hälfte des 20. Jahrhunderts aus dem Bestand des Nationalmuseums Stettin | Ernst-Barlach-Stiftung                | Güstrow            | 23.10.12-20.01.13 |
| 2012 | Joachim Utech – polnisch-deutsches Erbe von Bialogard                                            | Kunstgalerie im Zentrum der Kultur... | Białogard          | 26.10.–31.12.     |
| 2013 | Figura, Kunst der ersten Hälfte des 20. Jahrhunderts aus dem Bestand des Nationalmuseums Stettin | Nationalmuseum                        | Stettin            | 01.02.–07.04.     |
| 2015 | Erlebnis Skulptur! – Bildwerke des Kunstforums Ostdeutsche Galerie                               | Kunstforum Ostdeutsche Galerie        | Regensburg         | 27.06.–27.09.     |

## Schriften
- Wie ich Bildhauer wurde. In: Die Kunst für Alle. Band 81, 1939/40, S. 10–16.
- Mein pommerscher Granitfindling. In: Pommersche Landsmannschaft (Hrsg.): Ein Haus- und Jahrbuch. Hamburg 1951, S. 49–53. Neu abgedruckt in: Die Pommersche Zeitung. Nr. 29/2011, S. 16.
- Entwurf und Ausführung in einer Hand. In: Steinmetz und Bildhauer. 68, 1953, S. 25 f.
- Der Werkstoff in der Bildenden Kunst. In: Steinmetz und Bildhauer. 69, 1953, S. 184 f.
- Friedhof und Grabmal – Worum es in Wahrheit geht. In: Steinmetz und Bildhauer. 71, 1955, S. 114.